# Live on TV 1990 (Gong)
 Live on TV 1990 is het zeventiende album van de Brits / Franse spacerockband Gong.
Het album is in 1993 uitgebracht, het bevat de opname van 24 april 1990, van een optreden in de Central TV STudios in Nottingham

## Nummers
1. "Planetary Introduction" - 1:32
2. "You Can't Kill Me" - 5:58
3. "I Bin Stoned Before" - 6:48
4. "Radio Gnome Invisible" - 2:03
5. "Pot Head Pixies" - 3:07
6. "Voix Lactée" - 3:36
7. "Outer Vision" - 3:22
8. "Inner Vision" - 5:26
9. "Gorbachev Cocktail, I am Your Animal" - 6:51
10. "Flying Teacup" - 8:44
11. "I Am You" - 9:52

## Bezetting
- Daevid Allen zang
- Gilli Smyth space whisper
- Didier Malherbe tenorsaxofoon, sopraansaxofoon, dwarsfluit
- Steffi 'Sharpstrings' Lewry gitaar
- Paul 'Twinko Electron Flo' Noble synthesizer
- Keith 'Missile' Bailey basgitaar
- Pip Pyle slagwerk